# عمر گارسیا (بازیکن فوتبال زاده ۱۹۸۳)
عمر گارسیا (انگلیسی: Omar García؛ زادهٔ ۷ سپتامبر ۱۹۸۳) بازیکن فوتبال اهل اسپانیا است.
از باشگاه‌هایی که در آن بازی کرده‌است می‌توان به باشگاه فوتبال روترهام یونایتد اشاره کرد.